# Duitse Boerenpartij
De Duitse Boerenpartij (Duits: Deutsche Bauernpartei), was een Duitse partij tijdens de Weimarrepubliek.
De DBP werd in 1929 opgericht en was een partij die de belangen behartigde van de kleine en middelgrote landbouwers. De partij kwam voort uit enkele boerenbelangenorganisaties (w.o. de Deutsche Bauernschaft) en bestond uit partijafdelingen die op regionaal niveau en op het vlak van de deelstaten actief waren. De partijafdelingen in Beieren en Silezië waren het sterkst.
In 1933 werd de DBP door de nazi's verboden.

## Verkiezingsresultaten 1928-1933
| Rijksdagverkiezingen | Rijksdagverkiezingen | Rijksdagverkiezingen |
| Jaar                 | %                    | zetels               |
| -------------------- | -------------------- | -------------------- |
| 1928                 | 1,6%                 | 8                    |
| 1930                 | 1,0%                 | 6                    |
| juli 1932            | 0,4%                 | 2                    |
| november 1932        | 0,4%                 | 3                    |
| 1933                 | 0,3%                 | 2                    |

## Trivia
- De partij moet niet worden verward met de Democratische Boerenpartij van Duitsland (Demokratische Bauernpartei Deutschlands) die in 1948 in de Sovjet-bezettingszone in Duitsland (SBZ) werd opgericht en tot het einde van de Duitse Democratische Republiek actief was als Blokpartij.